# Stor-Fjälltjärnen
Stor-Fjälltjärnen är en sjö i Dorotea kommun i Lappland och ingår i Ångermanälvens huvudavrinningsområde. Sjön har en area på 0,166 kvadratkilometer och ligger 655,8 meter över havet. Stor-Fjälltjärnen ligger i Gitsfjället Natura 2000-område.

## Delavrinningsområde
Stor-Fjälltjärnen ingår i det delavrinningsområde (718904-148061) som SMHI kallar för Utloppet av Stor-Fjälltjärnen. Medelhöjden är 695 meter över havet och ytan är 1,99 kvadratkilometer. Det finns inga avrinningsområden uppströms utan avrinningsområdet är högsta punkten. Vattendraget som avvattnar avrinningsområdet har biflödesordning 6, vilket innebär att vattnet flödar genom totalt 6 vattendrag innan det når havet efter 297 kilometer. Avrinningsområdet består mestadels av skog (70 procent) och sankmarker (22 procent). Avrinningsområdet har 0,17 kvadratkilometer vattenytor vilket ger det en sjöprocent på 8,3 procent.